# Sommerau
Sommerau je naselje v Občini Reichenfels v Okraju Volšperk na Koroškem v Avstriji.